# خوزه رومرو خیمنز
خوزه رومرو خیمنز (انگلیسی: Joselito؛ زادهٔ ۲۳ ژانویهٔ ۱۹۸۵) بازیکن فوتبال اهل اسپانیا است که برای ریوتینتو بالومپیه در پست مهاجم بازی می‌کند.
از باشگاه‌هایی که در آن بازی کرده‌است می‌توان به باشگاه فوتبال رکریتیوو اوئلوا اشاره کرد.